# 水間夢翔
水間 夢翔 (みずま ゆうと、2000年11月27日 - )は、ラグビーユニオン選手。

## プロフィール
- 兄大夢は元ラグビー選手で妹の美夢音はラグビー選手[1]。

## 略歴
2019年、佐賀工業高校卒業後、日本大学に入る。なお佐賀工業高校時代、主将を務めて高校日本代表候補に選ばれたことがある。
2023年、日野レッドドルフィンズに加入。
2024年4月28日に行われたJAPAN RUGBY LEAGUE ONE第14節マツダスカイアクティブズ広島戦にて先発出場でリーグワン公式戦初出場を果たして、デビュー戦でトライをあげた。
2025年5月、日野レッドドルフィンズを退団。